# 416

416(사백십육)은 415보다 크고 417보다 작은 자연수다.

## 수학
- 합성수로, 그 약수는 총 12개다. (1, 2, 4, 8, 13, 16, 26, 32, 52, 104, 208, 416)
  - 416의 진약수의 합은 466이므로, 416은 과잉수다.
- {\displaystyle 416=4^{2}+20^{2}}
  - 서로 다른 두 자연수의 제곱합으로 나타낼 수 있는 수다.
- {\displaystyle 79^{2}-1}은 416으로 나누어떨어진다.

## 과학
- NGC 416(영어판): 큰부리새자리 방향에 있는 구상 성단.
- HTTP 416 (Requested Range Not Satisfiable→처리할 수 없는 요청범위): 요청이 페이지에서 처리할 수 있는 범위를 벗어났을 때 웹 서버가 보내는 HTTP 상태 코드.

## 교통

### 철도
- 수도권 전철 4호선 미아사거리역의 역번호.

### 도로
- 국도 제416호선
  - 일본 416번 국도(일본어판): 후쿠이현 후쿠이시에서 이시카와현 고마쓰시까지 이어지는 일본의 국도.
- 기타 도로
  - 416번 지방도: 강원특별자치도 삼척시 도계읍 신리에서 삼척시 원덕읍 월천리까지 이어지는 대한민국의 지방도.
  - 현도 제416호선

## 군사
- U-416(영어판): 제2차 세계 대전에 사용된 나치 독일의 군용 잠수함.

## 문화유산
- 대한민국의 보물 제416호: 청자 투각고리문 의자
- 대한민국의 사적 제416호: 제주 삼양동 유적

## 방송
- KT HCN의 미국 경제 방송인 블룸버그 TV 채널 번호.

## 기타
- 날짜: 4월 16일
  - 세월호 침몰 사고 (2014년)
- 연도: 416년, 기원전 416년